# Oberseifersdorf
Oberseifersdorf ist ein Ortsteil der ostsächsischen Gemeinde Mittelherwigsdorf im Landkreis Görlitz in der Oberlausitz.

## Geographie
Oberseifersdorf liegt in der Östlichen Oberlausitz im südlichen Teil des Landkreises am Oberlauf des Eckartsbaches. Die höchste Erhebung in unmittelbarer Umgebung ist der rund 409 Meter hohe Schanzberg, der eine Station der sächsischen Triangulation war. Westlich erhebt sich der Pferdeberg (406 m). Am Ort entlang führt die Bundesstraße 178 in Nord-Süd-Richtung von Löbau nach Zittau.
Der Boden aus fruchtbarem Lösslehm gestattet eine intensive Landwirtschaft, wodurch die Gemarkung nahezu waldfrei ist.
Umgebende Ortschaften sind Großhennersdorf im Norden, Schlegel im Nordosten, Wittgendorf im Osten, Radgendorf und Eckartsberg im Südosten, Zittau im Süden, Mittelherwigsdorf im Südwesten und Oderwitz im Westen.

## Geschichte

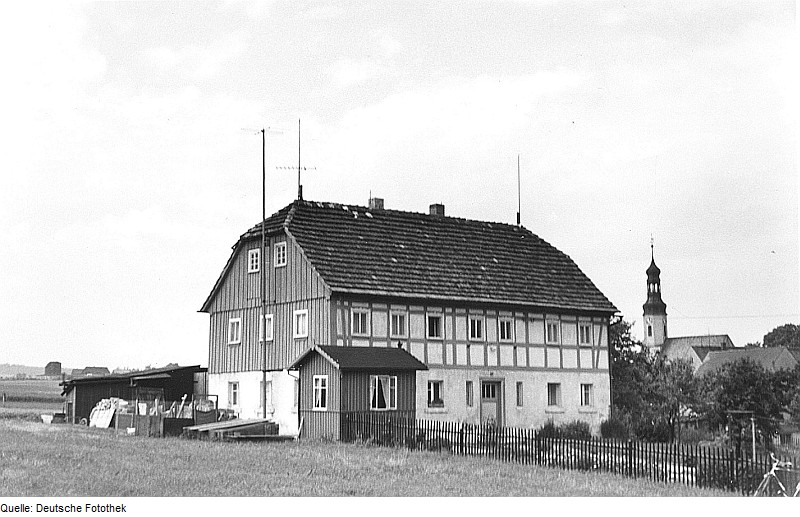
Wohnhaus, im Hintergrund die Kirche (1967)

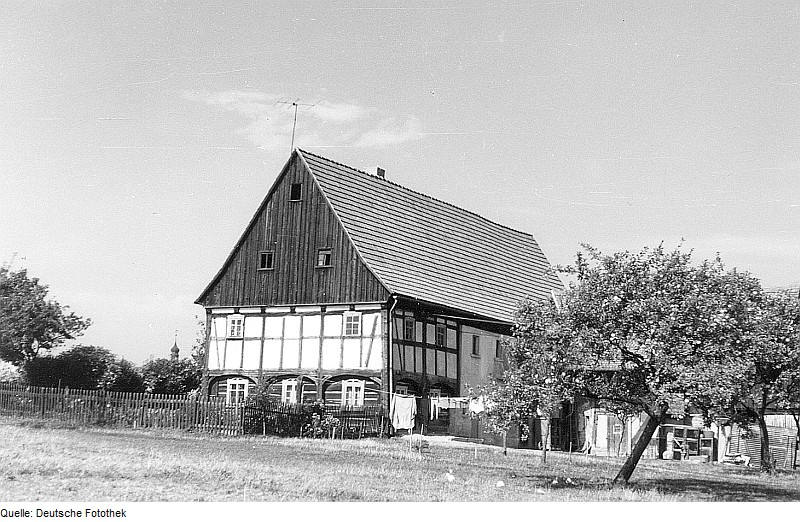
Ortstypisches Umgebindehaus (1964)

Der Fund eines Bronzemessers und einer Bronzespirale bei der Urbarmachung einer brach liegenden Fläche deutet darauf hin, dass bereits in der jüngeren Bronzezeit die Gemarkung zumindest zeitweilig besiedelt war.
Oberseifersdorf ist eine Ortsgründung aus der zweiten Phase der deutschen Ostsiedlung. Angelegt wurde das Waldhufendorf vermutlich zu Beginn des 13. Jahrhunderts. Urkundlich erwähnt wurde der Ort als Syfridisdorff prope Zittaw in einer Verkaufsurkunde, als er 1267 für 300 Mark Silber an das Kloster St. Marienthal bei Ostritz kam. Der Namenszusatz diente der Unterscheidung, lag doch in unmittelbarer Klosternähe ein Sifridisdorf (bis 1396 zugunsten der Erweiterung des Klosters gewüstet). Auch gab es bei den Niederdörfern des Görlitzer Weichbilds ein gleichnamiges Kirchdorf, das bereits seit 1238 zum Kloster gehörte. Erst in späteren Jahrhunderten wurde mittels Namenspräfix zwischen Ober Seyfersdorff und Nieder Seyfersdorff unterschieden.
Trotz der geringen Nähe zum katholischen Kloster setzte die Reformation in Oberseifersdorf wesentlich früher als in anderen klosterabhängigen Kirchgemeinden ein.
Als zusätzliche Erwerbsquelle neben der Landwirtschaft kam etwa ab der Mitte des 16. Jahrhunderts die Leinen- und Damastweberei hinzu. Ein Teil der bislang rein bäuerlichen Bevölkerung bildete dadurch ein kleinbäuerliches Bürgertum.
Im Prager Frieden von 1635 kamen die böhmischen Kronländer Nieder- und Oberlausitz an das Kurfürstentum Sachsen. Am Ende des Dreißigjährigen Krieges (1618–1648) lagen neun bäuerliche und kleinbäuerliche Wirtschaften wüst.
Die spätgotische Kirche musste Anfang des 18. Jahrhunderts wegen Baufälligkeit abgetragen werden. An ihrer Stelle entstand 1715 eine barocke Kirche. Das Altartuch aus Leinendamast von 1717 gehört zu den ältesten erhaltenen Damastgeweben der Oberlausitz.
Ihre heutige Gestalt bekam die Kirche 1820, als der Turm eine barocke Haube mit spitzer Laterne erhielt. Nahe der Kirche wurde 1826 ein neues Schulgebäude errichtet.
Nach dem Ersten Weltkrieg wurde der alte Siedlungsbestand durch den Bau von Arbeiterwohnungen ergänzt, die besonders im nordöstlichen Teil des Dorfes für die Arbeiterfamilien der Zittauer Fabriken entstanden.
Nach der Auflösung der Länder durch die Verwaltungsreform von 1952 wurde die Gemeinde dem Kreis Zittau (Bezirk Dresden) zugeordnet. Zwei Landwirtschaftliche Produktionsgenossenschaften (LPG) wurden 1955 und 1959 in Oberseifersdorf gegründet.
Am 1. März 1994 schlossen sich im Rahmen der sächsischen Gemeindegebietsreform die Gemeinden Oberseifersdorf und Mittelherwigsdorf zusammen. Im gleichen Jahr wurden die Landkreise Löbau und Zittau sowie einige Gemeinden des Görlitzer Landkreises zum Sächsischen Oberlausitzkreis, später Landkreis Löbau-Zittau zusammengeschlossen.

### Bevölkerungsentwicklung
| Jahr | Einwohner |
| ---- | --------- |
| 1834 | 1542      |
| 1871 | 1680      |
| 1890 | 1517      |
| 1910 | 1683      |
| 1925 | 1641      |
| 1939 | 1549      |
| 1946 | 1929      |
| 1950 | 1847      |
| 1964 | 1539      |
| 1990 | 1267      |
| 1993 | 1230      |
| 2009 | 1118      |

Mitte des 16. Jahrhunderts lebten in Oberseifersdorf 32 besessene Mann. Deren Zahl sank in den folgenden zwei Jahrhunderten (zum Teil auch durch die Folgen des Dreißigjährigen Krieges sowie der drei Schlesischen Kriege), so dass bei der Landesexamination 1777 insgesamt nur noch 22 besessene Mann gezählt wurden. Daneben waren nun 47 Gärtner und 128 Häusler im Ort wohnhaft, von denen viele handwerklichen Tätigkeiten nachgingen.
Bei der ersten gleichen sächsischen Volkszählung im Jahr 1834 wurden für Oberseifersdorf 1542 Einwohner gezählt. Diese Zahl stieg bis 1871 auf 1680 und lag auch 1910 auf diesem Niveau, zwischenzeitlich fiel sie jedoch auf rund 1500 ab, ebenso sank sie zwischen 1910 und 1939 auf rund 1550 Einwohner ab, stieg nach Kriegsende infolge der Aufnahme von Flüchtlingen und Vertriebenen jedoch auf über 1900 im Jahr 1946 an.
Nach knapp 20 Jahren war 1964 mit 1539 Einwohnern wieder das Vorkriegsniveau erreicht. In den folgenden 30 Jahren fiel die Einwohnerzahl bis zur Eingemeindung auf 1230. Zwischen Oktober 1946 und Dezember 1993 entspricht dies einem Bevölkerungsrückgang von 36,2 %.

### Ortsname
Urkundliche Erwähnungen des Ortsnamens sind unter anderem Syfridisdorff prope Zittaw (1267), Siffridisdorff prope Zittaviam (1346), Sifridi villa (1384), Szeyfferßdorff (1527), Ober Seyfersdorff (1759) und Ober-Seyfersdorf (1791). Das erst im 18. Jahrhundert ergänzte Namenspräfix dient der besseren Unterscheidung von Nieder Seifersdorf.
Der Ortsname legt nahe, dass es sich um das Dorf eines Sigfrid oder Sigifrid handelt, der vermutlich der Lokator war, durch den der Ort angelegt wurde.

## Persönlichkeiten
In Oberseifersdorf wurden der Klavierbauer Friedrich August Förster (1829–1897) und der Klingenthaler Musikinstrumentenbauer Julius Berthold (1845–1934) geboren.